# Беџа
Беџа је народ насељен у североисточној Африци између Нила и Црвеног мора, у Судану, Египту и Еритреји.
За Беџе се каже да су потомци Ноиног унука Куша, сина Хамовог, и класификују се у Кушите. У овом крају насељени су већ 4.000 година. За све то време мешали су се са арапским племенима, прихватајући исламску веру. Према проценама етнолога говорника беџског језика има око 3.364.000. Део Беџа говори претежно или искључиво арапским језиком, док у Еритреји и југоисточном Судану многе Беџе из племена Бени-Амер говоре тигре језиком.

## Начин живота
Беџе као номадски сточарски народ стално су са својим стадима говеда и камила у потрази за бољим пашњацима. Клима подручја у којима живе је суптропска и под јаким утицајем сувог ваздуха и врућине из Сахаре и Арапске пустиње. Кише има највише на југу Еритреје, око 100 мм годишње. Беџе као номади живе у шаторима, подижу их и израђују жене. Црне су или сиве боје, ткани од козје длаке. Млеко камиле и говедина, те нешто зелениша, главна им је храна. Традиционална одећа је била од животињских кожа, данас је мануфактурног порекла.
Беџе су подељени по клановима, именују се по прецима, наслеђе је по мушкој линији. Сваки клан има своје пашњаке и појилишта. Клан зна бројати између једне и 12 породица.
Беџе су гостољубиви људи, што исказују према другим клановима, али не и нужно према странцима.
Полигамија је присутна, међутим доступна је само најбогатијим члановима.

## Језик
Беџски језик припада кушитској грани афроазијске (семитско-хамитске) породице језика и једини је језик који припада северно кушитској подгрупи. Беџски језик одликује један број језичких иновација по којим је јединствен, слично осталим подгрупама кушитских језика. Због чега према Хецрону беџски језик можда представља посебну грану афроазијске породице језика. Међутим овај став већина лингвиста одбацује, а одлике које су специфичне за беџски језик по којим се он разликује од осталих кушитских језика они представљају као нормалне варијације које постоје између различитих подгрупа.
Већина Беџа говори беџским језиком, али нека племена и потплемена говоре другим језицима. На пример Бени-Амер Тигре говоре тигре језиком, док већина Халенга говори мешавином беџског и арапског.

## Племена
- Абабда
- Амарар
- Бишарин
- Бени-Амер
  - Бени-Амер Беџа (или Прави Бени-Амер или Набтаб)
  - Бени-Амер Тигре (семитизирани)
  - Хадендоа
  - Хедареб
- Бабаил Укхра (сва остала мања племена, Халенга, Хамран и друга)

## Беџе у Еритреји
Беџе у Еритреји састоје се од два племена: Абабда и Бени Амер, раширени су на неких 50 хиљада километара квадратних у најсевернијим крајевима земље. Током сукоба Етиопије и Еритреје многи су мигрирали у Судан.